# Mike Horn

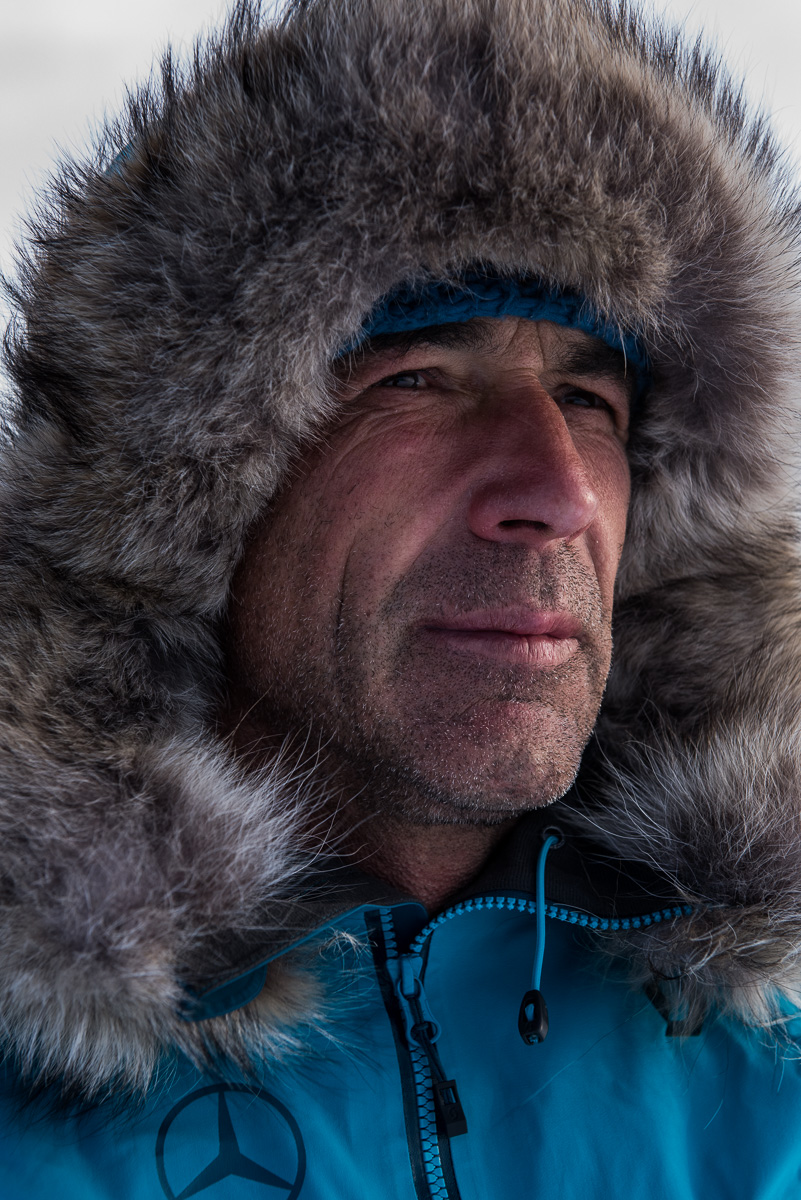
Mike Horn, 2016

Michael Horn (* 16. Juli 1966 in Johannesburg) ist ein südafrikanisch-schweizerischer Extremsportler.

## Leben und Leistungen
Mike Horn bewältigte als Erster solo den Amazonas von der Quelle bis zur Mündung (1997) mit einem Hydrospeed und einer Piroge, umrundete die Erde am Äquator ohne motorische Hilfsmittel (1999) und war im Alleingang am nördlichen Polarkreis (Arktos Expedition, August 2002 bis November 2004). Von Januar bis März 2006, also in der nordpolaren Nacht, führte er zusammen mit Børge Ousland eine Expedition an den Nordpol durch.
Mike Horn kämpfte 1984 bis 1986 in einer südafrikanischen Einheit in Angola und ist seit 1990 Wahlschweizer. Er wohnt heute in Château-d’Oex. Dort wurde ein vier Kilometer langer Abenteuerparcours eingerichtet, der Mike Horn Family Trail, der eine Schatzsuche und eine Ausstellung über Horns Expeditionen einschließt. Der Parcours ist nicht mehr in Betrieb.
Seit dem Jahr 2008 ist Mike Horn mit einer jungen Mannschaft auf der Segelyacht Pangaea, der mit 35 Metern Länge größten segelnden Expeditionsyacht der Welt unterwegs. Die Yacht wurde 2007/2008 gebaut, um auf einer auf vier Jahre angelegten globalen Expedition auf die Umweltprobleme der Erde aufmerksam zu machen.
Seit 2015 ist Horn verwitwet. Er hat zwei erwachsene Töchter.

## Buch
- Breitengrad Null: Auf dem Äquator um die Welt (März 2004), von Mike Horn und Enrico Heinemann
- Abenteuer Polarkreis: Zwei Jahre Kälte, Eis und Einsamkeit (September 2007), von Mike Horn, Enrico Heinemann und Reiner Pfleiderer
- Nordpol bei Nacht: Eine Expedition in Eis und Finsternis (Dezember 2010), von Mike Horn FR ISBN 978-3-492-40401-3

## Film
- Arktos – Mike Horns Umrundung der Arktis (2005), Dokumentarfilm von Raphaël Blancs.